# Стойкань (Румунія)
Стойкань, Стойкані (рум. Stoicani) — село у повіті Галац в Румунії. Входить до складу комуни Фолтешть.
Село розташоване на відстані 209 км на північний схід від Бухареста, 31 км на північ від Галаца.

## Населення
За даними перепису населення 2002 року у селі проживали 1042 особи, усі — румуни. Усі жителі села рідною мовою назвали румунську.